# Liste der Baudenkmale in Bad Doberan
In der Liste der Baudenkmale in Bad Doberan sind alle Baudenkmale der Stadt Bad Doberan (Landkreis Rostock) und ihrer Ortsteile aufgelistet (Stand 10. Februar 2021).

## Legende
In den Spalten befinden sich folgende Informationen:
- ID-Nr: Die Nummer wird von den Denkmalämtern der Landkreise vergeben. Wenn sie nicht bekannt ist, bleibt die Spalte leer. In dieser Spalte kann sich zusätzlich das Wort Wikidata befinden, der entsprechende Link führt zu Angaben zu diesem Denkmal bei Wikidata.
- Lage: die Adresse des Denkmales und die geographischen Koordinaten.
Link zu einem Kartenansichtstool, um Koordinaten zu setzen. In der Kartenansicht sind Denkmale ohne Koordinaten mit einem roten bzw. orangen Marker dargestellt und können in der Karte gesetzt werden. Denkmale ohne Bild sind mit einem blauen bzw. roten Marker gekennzeichnet, Denkmale mit Bild mit einem grünen bzw. orangen Marker.
- Bezeichnung: Bezeichnung, so wie sie in den offiziellen Listen der Denkmalämter steht. Ein Link hinter der Bezeichnung führt zum Wikipedia-Artikel über das Denkmal. Wenn die Bezeichnung der Denkmalämter inhaltlich fehlerhaft ist, ist in der Spalte „Beschreibung“ darauf hinzuweisen.
- Beschreibung: Beschreibung des Denkmales
- Bild: ein Bild des Denkmales und gegebenenfalls einen Link zu weiteren Fotos des Denkmals im Medienarchiv Wikimedia Commons

## Denkmalbereiche
| ID | Lage                                              | Bezeichnung                      | Beschreibung | Bild           |
| -- | ------------------------------------------------- | -------------------------------- | --- | -------------- |
|    | Am Kamp/Severinstraße/August-Bebel-Straße (Karte) | Kamp in Bad Doberan              | Der Kamp ist dreieckige, etwa zwei Hektar große Grünanlage in der Doberaner Innenstadt, um die sich eine Reihe von repräsentativen Gebäuden finden. | Weitere Bilder |
|    | Klosterstraße / Klosterhof (Karte)                | Kloster Doberan                  | Das Kloster entstand im 12. Jahrhundert. Neben dem Doberaner Münster, eine der bedeutendsten Kirchen der Backsteingotik, sind eine Reihe von Bauten des alten Klosters erhalten. | Weitere Bilder |
|    | Markt (Karte)                                     | Markt in Bad Doberan             | |                |
|    | Alexandrinenplatz (Karte)                         | Alexandrinenplatz in Bad Doberan | Der Alexandrinenplatz liegt am südlichen Rand des Stadtzentrums. Um ihn gruppieren sich eine Reihe von repräsentativen Bauten, wie das Prinzenpalais, das Gymnasium Friderico-Francisceum oder das Haus Gottesfrieden, früher Wohnhaus des Architekten Carl Theodor Severin. Die Schmalspurbahn Molli überquert den Platz und hat dort den Haltepunkt Bad Doberan Stadtmitte. | Weitere Bilder |
|    | Heiligendamm (Karte)                              | Heiligendamm                     | Heiligendamm ist das älteste deutsche Seebad. Den Ortskern bildet ein Ensemble aus klassizistischen Bäderbauten. | Weitere Bilder |

## Baudenkmale in den Ortsteilen

### Althof
| ID | Lage                    | Bezeichnung              | Beschreibung | Bild           |
| -- | ----------------------- | ------------------------ | --- | -------------- |
| 10 | Am Dorfteich 13 (Karte) | Kapelle Althof           | Vorgängerbau von 1171 als Wiege des Klosters Doberan; heutige Kapelle der Backsteingotik als einfacher, einschiffiger Bau vom 14. Jh. mit Kreuzrippengewölbe; 1886/88 nach Plänen von Ludwig Möckel durchgreifend erneuert, vor allem am W-Giebel, W-Portal und dem achteckigen Turmaufsatz mit spitzem Turmhelm; Altaraufsatz vom 14. Jh. aus der Klosterkirche. | Weitere Bilder |
| 11 | Am Dorfteich (Karte)    | Ruine der Klosterscheune | Klosterscheune von 1220 bis 1275, als Ruine erhalten; gilt als ältestes, gotisches, profanes Ziegelmauerwerk Mecklenburgs und wurde noch in jüngerer Vergangenheit als Scheune genutzt. | Weitere Bilder |
| 12 | Am Dorfteich 7 (Karte)  | Herrenhaus               | Gutshaus als zweiflügelige Anlage mit Backsteinfassade | Herrenhaus     |

### Bad Doberan
| ID  | Lage                                                                          | Bezeichnung | Beschreibung | Bild                                                    |
| --- | ----------------------------------------------------------------------------- | --- | --- | ------------------------------------------------------- |
| 22  | Alexandrinenplatz 1 (Karte)                                                   | Wohn- und Geschäftshaus                                                                                            | 2-gesch. klassizistischer Putzbau. | Wohn- und Geschäftshaus                                 |
| 23  | Alexandrinenplatz 1a (Karte)                                                  | Kaufhaus | 2-gesch. Putzbau | Kaufhaus                                                |
| 24  | Alexandrinenplatz 4 (Karte)                                                   | Wohnhaus | 1-gesch. Putzbau mit Zwerchgiebel. | Wohnhaus                                                |
| 25  | Alexandrinenplatz 5 (Karte)                                                   | Haus „Gottesfrieden“                                                                                               | 2-gesch. klassizistischer Putzbau mit 3-gesch. mittlerem Giebelrisalit von 1823/24 nach Plänen von Carl Theodor Severin; war sein zweites Wohnhaus; ähnlich wie das Kleine Palais (Prinzenpalais) | Haus „Gottesfrieden“                                    |
| 26  | Alexandrinenplatz 6 (Karte)                                                   | Haus „Nizze“ | 2-gesch. klassizistischer Putzbau | Haus „Nizze“                                            |
| 27  | Alexandrinenplatz 7 (Karte)                                                   | Haus „Brügge“ mit Stall                                                                                            | 2-gesch. klassizistischer Putzbau mit großem Dreieckserker. | Haus „Brügge“ mit Stall                                 |
| 28  | Alexandrinenplatz 8 (Karte)                                                   | Prinzenpalais mit Hintergebäude                                                                                    | 2-gesch. klassizistischer Putzbau von 1821/22 mit 3-gesch. mittlerem Giebelrisalit mit hoher Bogennische, nach Plänen von Severin (Kleines Palais); war sein erstes Haus; ähnlich wie Haus Gottesfrieden, Alexandrinenplatz 5. | Prinzenpalais mit Hintergebäude                         |
| 29  | Alexandrinenplatz 9 (Karte)                                                   | Postamt | 2-gesch. historisierender Bau mit seitl. Giebelrisalit in der typischen Formensprache der kaiserlichen Postämter | Postamt                                                 |
| 30  | Alexandrinenplatz 10 (Karte)                                                  | Wohnhaus | 2-gesch. Villa der Gründerzeit mit 3-gesch. Mittelrisalit | Wohnhaus                                                |
| 31  | Alexandrinenplatz 11 (Karte)                                                  | Gymnasium „Friderico-Francisceum“                                                                                  | 1879 durch Friedrich Franz II gegründetes Progymnasium. 2-gesch. historisierendes Hauptgebäude mit seitlichem Giebelbau und Klinkerfassade von 1889 nach Plänen von Ludwig Möckel; 1947–1991 Goetheschule. | Weitere Bilder                                          |
| 32  | Am Buchenberg (B 105) (Karte)                                                 | Meilenstein (Halbmeilenobelisk)                                                                                    | | Meilenstein (Halbmeilenobelisk)                         |
| 34  | Am Kamp 10 (Karte)                                                            | Wohn- und Geschäftshaus                                                                                            | 2-gesch. neoklassizistischer Putzbau aus der Gründerzeit mit Mansarddach | Wohn- und Geschäftshaus                                 |
| 35  | Am Kamp 12 (Karte)                                                            | Wohnhaus | 2-gesch. Putzbau mit Mansardwalmdach | Wohnhaus                                                |
| 36  | Am Markt 3 (Karte)                                                            | Wohnhaus | 2-gesch. Putzbau mit Mansardwalmdach und 3-gesch. Mittelrisalit | Wohnhaus                                                |
| 37  | Am Markt 5 (Karte)                                                            | Wohnhaus | 2-gesch. Putzbau | Wohnhaus                                                |
| 38  | Am Markt 6 (Karte)                                                            | Wohnhaus | 2-gesch. klassizistischer Putzbau mit Mittelrisalit | Wohnhaus                                                |
| 39  | Am Markt 12 (Karte)                                                           | Wohn- und Geschäftshaus                                                                                            | 2-gesch. Putzbau mit Walmdach und großem Dacherker | Wohn- und Geschäftshaus                                 |
| 40  | Am Markt 13/13a (Karte)                                                       | Wohn- und Geschäftshaus                                                                                            | 3-gesch. Putzbau mit Mansarddach | Wohn- und Geschäftshaus                                 |
| 41  | Am Markt 14 (Karte)                                                           | Wohn- und Geschäftshaus                                                                                            | 2-gesch. Putzbau mit Mansarddach und großem Dacherker | Wohn- und Geschäftshaus                                 |
| 42  | Am Mühlenteich 1 (Karte)                                                      | Wohnhaus | 2-gesch. Putzbau mit 3-gesch. mittigem Giebelrisalit und Walmdach | Wohnhaus                                                |
| 823 | Am Wallbach (Klostermauer)                                                    | Gärtnerhaus | |                                                         |
| 43  | Auf dem Kamp (Karte)                                                          | Roter Pavillon | 1-gesch. geputzter, kleiner, achteckiger Pavillon von 1808/09 mit Zeltdach; heute Kunstverein | Weitere Bilder                                          |
| 44  | Auf dem Kamp (Karte)                                                          | Weißer Pavillon | 2-gesch. geputzter achteckiger Pavillon von 1810/13 mit Säulenumgang und Zeltdach; früher Musikpavillon, heute Kaffeehaus | Weitere Bilder                                          |
| 45  | Auf dem Kamp (Karte)                                                          | Plastik „Der Melker“                                                                                               | Bildhauer Reinhard Schmidt (1917–1980) | Weitere Bilder                                          |
| 47  | August-Bebel-Str. 2 (Karte)                                                   | Logierhaus mit 2 Wirtschaftsgebäuden                                                                               | 2-gesch., klassizistischer 19-achsiger verputzter Fachwerkbau von 1793 mit 3-gesch. mittigem Giebelrisalit und Mansarddach nach Plänen des Baumeisters von Seydewitz; früher Logierhaus, heute Hotel. | Weitere Bilder                                          |
| 48  | August-Bebel-Str. 3 (Karte)                                                   | Salongebäude | 2-gesch., langgestreckter, klassizistischer Putzbau mit Mittelrisalit und 17 Achsen sowie hoher Attika über dem Gebälk; 1802 nach Plänen von Severin; Saal von 1819/21; Umbauten im 19. Jh.; Äußere Veränderungen wieder 1957 in urspr. Zustand versetzt; Umbau für den Rat des Kreises, dadurch innere Veränderungen. | Weitere Bilder                                          |
| 49  | August-Bebel-Str. 4 (Karte)                                                   | Palais mit Palaisgarten                                                                                            | 2-gesch. klassizistischer Putzbau mit 13 Achsen von 1806–1809 nach Plänen von Severin; Mittelrisalit mit vier Ionischen Säulen; ovale Gartensäle mit bemalten Decken und im EG mit Tapeten: Motive von Amor und Psyche; heute: Verwaltung des Landkreises. | Weitere Bilder                                          |
| 50  | Bahnhofstr. 2, 5 (Karte)                                                      | Bahnhof mit Empfangsgebäude, Perron-Überdachung, früherem Aufsichts- und Toilettengebäude und westlichem Stellwerk | 1 bis 2-gesch. geputzte Bauten mit Walmdächern der Bäderbahn Molli von 1886 | Weitere Bilder                                          |
| 51  | Bahnhofstr. (Karte)                                                           | Moorbad mit Hauptgebäude, Liegehalle, Heizhaus, Schornstein                                                        | 2-gesch. klassizistischer Putzbau als Stahlbad von um 1825 von Severin; urspr. 1-gesch. Walmdachbau; Aufstockung um 1900; markantes offenes Portiko mit fünf dorischen Säulen unter dem Fries und dem Tympanon (Giebeldreieck); Speisesaal mit französischen Tapeten von 1840 | Weitere Bilder                                          |
| 52  | Baumstr. 1 (Karte)                                                            | Wohn- und Geschäftshaus                                                                                            | 2-gesch. Putzbau mit Walmdach | Wohn- und Geschäftshaus                                 |
| 53  | Baumstr. 11 (Karte)                                                           | Wohnhaus | 2-gesch. verputztes Giebelhaus | Wohnhaus                                                |
| 54  | Baumstr. 37 (Karte)                                                           | Wohnhaus | 1-gesch. kleiner Putzbau mit Satteldach | Wohnhaus                                                |
| 55  | Beethovenstraße 2 (Karte)                                                     | Wohn- und Geschäftshaus                                                                                            | 1-gesch. Fachwerkbau mit Zwerchgiebel und Krüppelwalm | Weitere Bilder                                          |
| 56  | Beethovenstraße 4 (Karte)                                                     | Wohnhaus | 2-gesch. Putzbau mit Walmdach | Wohnhaus                                                |
| 57  | Beethovenstraße 6 (Karte)                                                     | Wohnhaus | 2-gesch. historisierende Villa mit Backsteinfassaden und Mittelgiebel | Weitere Bilder                                          |
| 58  | Beethovenstraße 7 (Karte)                                                     | Wohnhaus | 3-gesch. Gebäude, verputztes Sockelgeschoss, beide Obergeschosse aus verputztem Fachwerk in verspielten Formen. | Weitere Bilder                                          |
| 59  | Beethovenstraße 8 (Karte)                                                     | Möckelhaus mit Gartenmauer und Nebengebäude                                                                        | 2-gesch., teils neugotische, verklinkerte Villa der Gründerzeit von 1887/88 mit Ecktürmchen, Krüppelwalm und seitlichem Giebelrisalit von und für Gotthilf Ludwig Möckel. | Weitere Bilder                                          |
| 60  | Beethovenstraße 9/11 (Karte)                                                  | Doppelwohnhaus | 2-gesch. Putzbauten mit seitlichen Giebelflügeln mit Mansarddächern. | Weitere Bilder                                          |
| 61  | Beethovenstraße 13 (Karte)                                                    | Wohnhaus | 2-gesch. verputztes Giebelhaus mit Mansarddach, Obergeschoss mit Holzfachwerk verziert. | Weitere Bilder                                          |
| 62  | Beethovenstraße 17 (Karte)                                                    | Wohnhaus | 2 bis 3-gesch. neobarocker Putzhaus mit betontem Zwerchgiebel und Souterraingeschoss aus der zweiten Hälfte des 19. Jh. | Weitere Bilder                                          |
| 63  | Beethovenstraße 19 (Karte)                                                    | Wohnhaus | 2-gesch. verklinkerter Bau mit Giebelrisalit und Walmdach | Wohnhaus                                                |
| 65  | Bergstraße 13 (Karte)                                                         | Ehemalige Feuerwehr                                                                                                | Die alte Wache von um 1890 diente bis 2000 der Freiwilligen Feuerwehr von 1882; der 5-gesch. Turm kam später; 2011 saniert als Haus des DRK-Kreisverbandes. | Ehemalige Feuerwehr                                     |
| 813 | Dammchaussee 3 (Karte)                                                        | Villa | 2-gesch. Putzbau mit Souterrain, Walm- und Krüppelwalmdächern aus der Gründerzeit als Bäderarchitektur | Weitere Bilder                                          |
| 67  | Dammchaussee 4 (Karte)                                                        | Villa | 2- bis 3-gesch. Putzbau mit Mittelgiebelrisalit, Walm und Satteldächern. | Weitere Bilder                                          |
| 68  | Dammchaussee 5 (Karte)                                                        | Villa | 2-gesch. klassizistischer Putzbau. | Weitere Bilder                                          |
| 69  | Dammchaussee 6 (Karte)                                                        | Villa | | Weitere Bilder                                          |
| 70  | Dammchaussee 14 (Karte)                                                       | „Villa Winter“ | | Weitere Bilder                                          |
| 71  | Dammchaussee 20 (Karte)                                                       | Villa | | Weitere Bilder                                          |
| 72  | Dammchaussee 23 (Karte)                                                       | „Ehm Welk-Haus“ | | Weitere Bilder                                          |
| 73  | Dammchaussee 34 (Karte)                                                       | Villa | | Villa                                                   |
| 74  | Dammchaussee 26 (Karte)                                                       | Villa | | Weitere Bilder                                          |
| 75  | Dr.-Leber-Str. 16 (Karte)                                                     | Wohnhaus | | Wohnhaus                                                |
| 76  | Ehm Welk-Str. (Karte)                                                         | Plastik „Schreitender“ (Bronze)                                                                                    | | Plastik „Schreitender“ (Bronze)                         |
| 77  | Eickhöfer Weg 3/3a (Karte)                                                    | Villa und Wohn-/ Wirtschaftsgebäude und ehem. Waschhaus                                                            | | Villa und Wohn-/ Wirtschaftsgebäude und ehem. Waschhaus |
| 78  | Friedhofstraße (Karte)                                                        | Friedhof mit Friedhofskapelle, Mausoleum und Grabmal v. d. Lühe / v. Schack                                        | | Weitere Bilder                                          |
| 79  | Friedhofstraße 13/15 (Karte)                                                  | Wohnhaus | | Wohnhaus                                                |
| 80  | Friedr.-Franz-Straße 10/12 (Karte)                                            | Wohnhaus | | Wohnhaus                                                |
| 81  | Goethestraße 16 (Karte)                                                       | Wohnhaus | | Wohnhaus                                                |
| 82  | Goethestraße 26 (Karte)                                                       | Villa | | Villa                                                   |
| 83  | Goethestraße 30 (Karte)                                                       | Wohnhaus | | Wohnhaus                                                |
| 84  | Goethestraße 39 (Karte)                                                       | Villa | | Villa                                                   |
| 87  | Kamp (Karte)                                                                  | Parkanlage | | Parkanlage                                              |
| 88  | Kastanienstr. 4/6 (Karte)                                                     | Doppelwohnhaus | | Doppelwohnhaus                                          |
| 89  | Kastanienstr. 13 (Karte)                                                      | Wohnhaus | | Wohnhaus                                                |
| 90  | Klosteranlage (Karte)                                                         | Klosterkirche („Münster“)                                                                                          | Romanischer Vorgängerbau von nach 1186 ist 1291 abgebrannt, kleine Teile erhalten. Münster als neue, einheitliche, hochgotische, dreischiffige Basilika von 1294 bis 1368 (Weihe) aus Backstein mit neun Joche, Querhaus mit je zwei Joche, Chor mit 2 Joche und 5/8 Polygon - Abschluss, alles mit Kreuzrippengewölbe; Dachreiter über der Vierung mit spitzem, achteckigem Turmhelm; Reiche Innenausstattung: Sakramentenhaus als Fialtürmchen von um 1370; Kelchschrank von 1270/80, Hochaltar von um 1310, Kreuzaltar als Flügelaltar von um 1368, Mühlenaltar um 1400, Glasmalerei 14. Jh. | Klosterkirche („Münster“)                               |
| 91  | Klosteranlage (Karte)                                                         | Ruine des Kreuzgang-Ostflügels                                                                                     | | Ruine des Kreuzgang-Ostflügels                          |
| 92  | Klosteranlage (Karte)                                                         | Beinhaus (Ossuarium)                                                                                               | Frühgotische achteckige Michaeliskapelle von vor 1250 aus glasierten und nicht glasierten Backstein; genutzt als Beinhaus (auch Karner bzw. Totenleuchte); Laterne von 1885 wurde 1975 entfernt. | Beinhaus (Ossuarium)                                    |
| 93  | Klosteranlage (Karte)                                                         | Klostermauer mit West-, Süd-, Ost- und Nordtor                                                                     | | Weitere Bilder                                          |
| 797 | Klosteranlage: Beethovenstraße (hinter den Grundstücken Nr. 7,9,11,13 und 15) | Mittelalterliches Mauerstück                                                                                       | | Mittelalterliches Mauerstück                            |
| 94  | Klosteranlage (Karte)                                                         | ehem. Kornhaus | 2-gesch. gotisches Giebelgebäude, 1270–1280 aus Backstein mit sechs Lagerebenen; östlicher Teil im 17. Jh. abgerissen; ab 1840 Schulnutzung (Pestalozzischule); 2011 saniert, genutzt für kulturelle Veranstaltungen | Weitere Bilder                                          |
| 811 | Klosteranlage (Karte)                                                         | ehem. Remise (Nachtrag 8. Dezember 2004), in anderen Quellen Schulmeisterhaus oder Schuldienerwohnung              | 1-gesch. Fachwerkbau in Rotstein mit Krüppelwalm | Weitere Bilder                                          |
| 95  | Klosteranlage (Karte)                                                         | Wirtschaftsgebäude des Klosters                                                                                    | größtes profanes Bauwerk im ehemaligen Kloster Doberan, um 1290 errichtet und seit einer Brandstiftung 1979 größtenteils eine Ruine, Historische Bezeichnungen waren Backhausmühle, Wirtschaftshaus, Kloster-Brennerei und Vitakost; | Weitere Bilder                                          |
| 96  | Klosteranlage (Karte)                                                         | Ruine der "Wolfsscheune" (ehem. Gästehaus)                                                                         | | Weitere Bilder                                          |
| 85  | Klosteranlage: Im Bachgarten (Karte)                                          | Ehrenmal der OdF                                                                                                   | Denkmal für die Opfer des Faschismus. | Weitere Bilder                                          |
| 86  | Klosteranlage: Im Bachgarten (Karte)                                          | Schwanen-Denkmal (Plastik)                                                                                         | Hirsch, Krummstab und Schwan waren die Wappensymbole des Klosters. | Weitere Bilder                                          |
| 97  | Klosteranlage (Karte)                                                         | Parkanlage („Bachgarten“) mit Friedhof                                                                             | Bachgarten, Landschaftsgarten im englischen Stil; Mönchsfriedhof nördlich der Totenpforte des Münsters; weiterer Friedhof an der östlichen Klostermauer vom 18. Jh. Grabplatten Sophie (1776–1835) und Leopold von Plessens (1769–1837) | Parkanlage („Bachgarten“) mit Friedhof                  |
| 98  | Klosteranlage: Klosterhof 4 (Karte)                                           | Landreiterhaus (Forsthaus) und Stall                                                                               | | Landreiterhaus (Forsthaus) und Stall                    |
| 99  | Klosteranlage: Klosterstr. 1 (Karte)                                          | Wohnhaus (Torhaus) und Hofmauer                                                                                    | 1-gesch. Backsteinbau mit Krüppelwalm; ursprünglich aus dem 13. Jahrhundert, im 15. Jh. sehr stark verändert. | Weitere Bilder                                          |
| 100 | Klosteranlage: Klosterstraße 1 (Karte)                                        | Amtshaus | 1-geschossiges Fachwerkhaus von 1793 mit Mansarddach und mittlerem Dacherker nach Plänen von Johann Christoph Heinrich von Seydewitz. In der Gestaltung Vorläufer von Doberaner Bürgerhäusern. | Weitere Bilder                                          |
| 810 | Klosteranlage: Klosterstr. 1                                                  | Wirtschaftsgebäude (Nachtrag 15. Oktober 2004)                                                                     | |                                                         |
| 101 | Klosteranlage: Klosterstr. 2 (Karte)                                          | Pfarrhaus und Wirtschaftsgebäude (Stall)                                                                           | | Weitere Bilder                                          |
| 102 | Küstergang 5 (Karte)                                                          | Wohnhaus | | Wohnhaus                                                |
| 103 | Küstergang 10/12 (Karte)                                                      | Wohnhaus | | Wohnhaus                                                |
| 104 | Lettowsberg 11 (Karte)                                                        | Wohnhaus | | Wohnhaus                                                |
| 105 | Lettowsberg 15 (Karte)                                                        | Wohnhaus | | Wohnhaus                                                |
| 106 | Mollistr. 22 (Karte)                                                          | Wohnhaus | | Wohnhaus                                                |
| 796 | Neue Reihe 15 (Karte)                                                         | Wohnhaus | | Wohnhaus                                                |
| 107 | Neue Reihe 46/46b/46d (Karte)                                                 | Forsthof mit Dienstvilla, 2 Fachwerk-Stallscheunen, kl. mass. Stall und Hofmauer                                   | 2-gesch. Putzbau mit Giebelflügel und Giebelrisalit | Weitere Bilder                                          |
| 108 | Neue Reihe 67 (Karte)                                                         | Wohnhaus, sog. „Sandersches Haus“                                                                                  | 1-gesch. Putzbau mit 2-gesch. großem Mittelteil. | Wohnhaus, sog. „Sandersches Haus“                       |
| 109 | Kammerhof 1 (Karte)                                                           | Wohnhaus und Stallscheune                                                                                          | 1-gesch. Fachwerkbau von 1783–1786 mit 2-gesch. Mittelgiebel nach Plänern von Johann Christoph Heinrich von Seydewitz als Kammerhof gebaut. In der Gestaltung Vorläufer von Doberaner Bürgerhäusern. Ställe und Remise als Nebengebäude | Weitere Bilder                                          |
| 782 | Parkentiner Weg 31 (Karte)                                                    | Haustür | | Haustür                                                 |
| 111 | Severinstr. 5 (Karte)                                                         | Wohnhaus des großherzoglichen Kochs Gaetano Medini                                                                 | 3-gesch. klassizistischer Putzbau von um 1825 nach Plänen von Carl Theodor Severin. Für Gaetano Medini | Wohnhaus des großherzoglichen Kochs Gaetano Medini      |
| 112 | Severinstr. 6 (Karte)                                                         | Rathaus, ehemaliges Hotel „Lindenhof“                                                                              | 3-gesch. Putzbau; urspr. Hotel, später Umbau zum Rathaus und nach 2000 gründlich saniert. | Rathaus, ehemaliges Hotel „Lindenhof“                   |
| 113 | Severinstr. 7 (Karte)                                                         | Wohn- und Geschäftshaus                                                                                            | 2-gesch. Putzbau mit großem, klassizistischem Mittelerker | Wohn- und Geschäftshaus                                 |
| 115 | Severinstr. 11 (Karte)                                                        | Wohn- und Geschäftshaus                                                                                            | 2-gesch. Putzbau mit 3-gesch., klassizistischem Mittelgiebel und Mansarddach. | Wohn- und Geschäftshaus                                 |
| 116 | Stülower Weg 2a (Karte)                                                       | Villa mit Park und Remise                                                                                          | 2-gesch. Villa Feodora mit Mansard-Walmdach; 1924 bis 1945 Wohnsitz von Adolf Friedrich zu Mecklenburg und seiner Familie, seit 1997 Sitz der Kreismusikschule Friedrich von Flotow. | Villa mit Park und Remise                               |
| 117 | Tempelberg (Karte)                                                            | Wasserturm | | Weitere Bilder                                          |

### Heiligendamm
In der Liste von Bauwerken in Heiligendamm steht eine Auswahl von Bauwerken von Heiligendamm.
| ID  | Lage                                       | Bezeichnung                                                                                   | Beschreibung | Bild                                                                                          |
| --- | ------------------------------------------ | --------------------------------------------------------------------------------------------- | --- | --------------------------------------------------------------------------------------------- |
| 309 | Gartenstraße 1 (Karte)                     | Wohnhaus                                                                                      | Haus von 1887 | Wohnhaus                                                                                      |
| 310 | Gartenstraße 2 (Karte)                     | Wohnhaus                                                                                      | Haus von 1887 | Wohnhaus                                                                                      |
| 311 | Gartenstraße 3 (Karte)                     | Wohnhaus                                                                                      | Haus von 1887 | Wohnhaus                                                                                      |
| 314 | Kühlungsborner Straße 1 (Karte)            | Wohnhaus                                                                                      | | Wohnhaus                                                                                      |
| 308 | Kühlungsborner Straße 4 (Karte)            | Bahnhof, Empfangsgebäude                                                                      | Bahnhof von 1910; neoklassizistischer Umbau von 1936 | Bahnhof, Empfangsgebäude                                                                      |
| 317 | Kühlungsborner Straße 20 (Karte)           | ehem. Hotel „Fürstenhof“                                                                      | Haus von 1887 | ehem. Hotel „Fürstenhof“                                                                      |
| 312 | Ortsausgang nach Kühlungsborn/Wald (Karte) | Evangelische Kirche                                                                           | Neogotische, einschiffige, dreijochige Backstein-Kapelle von 1904 mit polygonalen Chorraum nach Plänen von Gotthilf Ludwig Möckel | Evangelische Kirche                                                                           |
| 313 | Ortseingang von Doberan / rechts (Karte)   | Katholische Kirche                                                                            | Neogotische, sanierungsbedürftige, 2-jochige Saalkirche von 1887/88 mit Chor-Rotunde mit Fächergewölbe nach Plänen von Möckel; seit 1990er Jahre kein Gottesdienst. | Katholische Kirche                                                                            |
| 324 | Platz vor dem Kurhaus                      | Gedenkstein zur Gründung 1. Seebad                                                            | Text: »Friedrich Franz gruendete hier Deutschlands erstes Seebad 1793–1843« | Weitere Bilder                                                                                |
| 318 | Prof.-Dr.-Vogel-Straße 1 (Karte)           | Haus „Alexandrinen-Cottage“ (ehem. „Weimar“)                                                  | 2–3 gesch. Cottage von 1839/40 im Wald westlich des Hauptkomplexes an der Steilküste über dem Meer gelegene von 1839/40 für Großherzog Paul Friedrich nach Plänen Georg Adolf Demmler; zweiter Turmes und Veranden von 1900.                                                                       | Haus „Alexandrinen-Cottage“ (ehem. „Weimar“)                                                  |
| 319 | Prof.-Dr.-Vogel-Straße 2 (Karte)           | Haus „Marien-Cottage“ (ehem. „Dresden“)                                                       | Marien-Cottage von 1838 |                                                                                               |
| 320 | Prof.-Dr.-Vogel-Straße 3 (Karte)           | Haus „Krone“ (ehem. „Magdeburg“)                                                              | 2-gesch. Bau von 1840 |                                                                                               |
| 321 | Prof.-Dr.-Vogel-Straße 4 (Karte)           | Haus „Burg“ (ehem. „Glück Auf“), Fassaden                                                     | 2-gesch. klassizistischer Putzbau von 1846/50 nach Plänen von Georg Adolph Demmler. | Haus „Burg“ (ehem. „Glück Auf“), Fassaden                                                     |
| 322 | Prof.-Dr.-Vogel-Straße 5 a (Karte)         | Haus „Mecklenburg“, ehem. Badehaus Demmlerflügel: Fassaden, Seeflügel: Fassaden und Dachstuhl | 1-gesch., verputztes Badehaus von 1796 nach Plänen des Baumeisters von Seydewitz; Anbauten von 1820 von Carl Theodor Severin; 1838 Aufstockung nach Plänen von Demmler; 1870 seeseitiger Anbau. | Haus „Mecklenburg“, ehem. Badehaus Demmlerflügel: Fassaden, Seeflügel: Fassaden und Dachstuhl |
| 323 | Prof.-Dr.-Vogel-Straße 5 b (Karte)         | Haus „Kurhaus“                                                                                | Verputzter Bau von 1814–16 nach Plänen von Severin; 1920 Anbau; 1839 weiterer Ausbau und Verbindung mit Haus Mecklenburg (Arkaden). 1856 Anbau Großer Saal und Innenhof; eines der besten Bauten des Klassizismus in Norddeutschland (Dehio); Reliefs mit Tritonen und Nereiden über den Fenstern. | Haus „Kurhaus“                                                                                |
| 325 | Prof.-Dr.-Vogel-Straße 6 (Karte)           | Haus „Grand-Hotel“ (ehem. „Berlin“), Fassaden                                                 | Haus von 1872; Umbauten in den 1950er Jahren, die mit der Sanierung 2000 rückgängig gemacht wurden. | Haus „Grand-Hotel“ (ehem. „Berlin“), Fassaden                                                 |
| 327 | Prof.-Dr.-Vogel-Straße 8 (Karte)           | Haus „Greif“ (ehem. „K. Kollwitz“)                                                            | 2-gesch. klassizistischer Putzbau von 1854 mit 3-gesch. Giebelrisalit | Haus „Greif“ (ehem. „K. Kollwitz“)                                                            |
| 329 | Prof.-Dr.-Vogel-Straße 10 (Karte)          | Haus „Seestern“ (ehem. „W. Rathenau“)                                                         | 2-gesch. klassizistischer Putzbau von 1856 mit 3-gesch. Giebelrisalit | Haus „Seestern“ (ehem. „W. Rathenau“)                                                         |
| 331 | Prof.-Dr.-Vogel-Straße 12 (Karte)          | Haus „Hirsch“ (ehem. „K. Liebknecht“)                                                         | 2-gesch. klassizistischer Putzbau von 1863 mit 3-gesch. Mittelrisalit | Haus „Hirsch“ (ehem. „K. Liebknecht“)                                                         |
| 332 | Prof.-Dr.-Vogel-Straße 13 (Karte)          | Haus „Anker“ (ehem. „John Brinckman“)                                                         | 2/3-gesch. klassizistischer Putzbau von 1857/58 | Haus „Anker“ (ehem. „John Brinckman“)                                                         |
| 333 | Prof.-Dr.-Vogel-Straße 19 (Karte)          | Haus „Bischofsstab“ (ehem. „F. Reuter“)                                                       | Haus von 1858–60 |                                                                                               |
| 334 | Prof.-Dr.-Vogel-Straße 18 (Karte)          | Haus Prinzessin Reuss (ehem. „Max Planck“)                                                    | Haus von 1850 | Haus Prinzessin Reuss (ehem. „Max Planck“)                                                    |
| 335 | Prof.-Dr.-Vogel-Straße 20 a-d (Karte)      | Kolonnaden (ehem. „Kaufhalle“)                                                                | 2-gesch. klassizistischer Putzbau von 1860 mit Säulenvorhalle | Kolonnaden (ehem. „Kaufhalle“)                                                                |
| 336 | Prof.-Dr.-Vogel-Straße 28/29 (Karte)       | ehem. Wäscherei: Fassaden und Dachstuhl                                                       | Haus von 1878; war Orangerie und Erfrischungsraum; später Wäscherei, Garagen und Laden | ehem. Wäscherei: Fassaden und Dachstuhl                                                       |
| 337 | Prof.-Dr.-Vogel-Straße 30 (Karte)          | Haus „Brahn“                                                                                  | Haus von 1840; erst Wohnhaus, dann Verwaltungsnutzung, seit 2003 Kinder-Haus |                                                                                               |
| 338 | Seedeichstraße 16 (Karte)                  | Wohnhaus                                                                                      | 2-gesch. klassizistischer Putzbau von 1873; Umbenennung von Haus Sporn zu Eikboom erfolgte um 1936 durch Ernst Heinkel, der die Villa bis 1945 nutzte. | Wohnhaus                                                                                      |
| 339 | Seedeichstraße 17 (Karte)                  | Wohnhaus                                                                                      | 2-gesch. klassizistischer Putzbau mit Giebelrisalit | Wohnhaus                                                                                      |

### Vorder Bollhagen
| ID  | Lage    | Bezeichnung            | Beschreibung                         | Bild                   |
| --- | ------- | ---------------------- | ------------------------------------ | ---------------------- |
| 752 | (Karte) | Gutshaus und Waschhaus | Sanierter, 1-gesch., 9-achs. Putzbau | Gutshaus und Waschhaus |

## Ehemalige Denkmale

### Bad Doberan
| ID | Lage                            | Bezeichnung                                     | Beschreibung | Bild                                            |
| -- | ------------------------------- | ----------------------------------------------- | --- | ----------------------------------------------- |
|    | August-Bebel-Str. 1             | Wirtschaftsgebäude (Südflügel des Logierhauses) | in Denkmalliste 1996 noch enthalten, inzwischen in der Nummer 47 der Denkmalliste "Logierhaus mit 2 Wirtschaftsgebäuden" enthalten | Wirtschaftsgebäude (Südflügel des Logierhauses) |
|    | Am Kamp 6 (Karte)               | Wohn- und Geschäftshaus                         | 2-gesch. Putzbau, teilweise Fachwerk, mit Giebelrisalit und Krüppelwalm                                                            | Wohn- und Geschäftshaus                         |
|    | Parkentiner Weg / B 105 (Karte) | Gedenkstein für Michail Gorbatschow             | Michail Gorbatschow | Gedenkstein für Michail Gorbatschow             |
|    | Severinstr. 8 (Karte)           | Wohn- und Geschäftshaus                         | 2-gesch. Bau mit Krüppelwalm, 2011 eingestürzt und anschließend abgerissen                                                         | Wohn- und Geschäftshaus                         |

## Quelle
- Denkmalliste des Landkreises Rostock A ‐ Z (Stand: 10. Februar 2021; PDF, 497 KB)